# Međunarodna likovna kolonija Bistarac
Međunarodna likovna kolonija Bistarac je likovna kolonija koju organizira ogranak Hrvatskoga kulturnog društva Napredak iz Lukavca, BiH. Kolonija se održava jednom godišnje. Kolonija je do danas ugostila umjetnike iz Sjeverne Makedonije, Crne Gore, Srbije, Hrvatske, Slovenije, Italije, Češke, Poljske, i Bosne i Hercegovine. Trajanje kolonije je od tri do pet dana. Uz slikanje, program kolonije je obogaćen sadržajima: izložbama fotografija i slika, promocijama knjiga i filmova, muzičkih koncerata, pjesničkih druženja, radionica za mlade, edukativnih radionica, okruglih stolova, biciklijada i izložbi radova nastalih na tekućoj koloniji. Pored slikara na koloniji sudionici su i kipari, fotografi, glumci, književnici i glazbenici.[nedostaje izvor]
Biciklijada se održava na Napretkovoj biciklističkoj stazi. Izložbe, pjesnička druženja i drugi kulturni sadržaji ove manifestacije se realizuju u prostorima kulturnih institucija grada Lukavca.
Do 2013. godine ova likovna kolonija je djelovala u sklopu Međunarodne likovne kolonije 'Breške'. Na inicijativu tadašnjeg župnika Župe Sv. Ante Padovanskoga u Lukavcu, Andrije Župarića, iste godine organizovana je samostalna međunarodna likovna kolonija te se održala na jezeru „Ontario“ u  Bistarcu u organizaciji Hrvatskoga kulturnog društva Napredak iz Lukavca. Tada su Napretkovci u suradnji sa 'Green Tour' iz Tuzle i Grupom Lucido[nedostaje izvor] trasirali Napretkovu biciklističku stazu, upriličili Dječju slikarsku radionicu, ugostili pjesnike i književnike iz Mostara i Sarajeva, te napravili reportažu o prirodnim ljepotama lukavačke općine. Slike na ovoj koloniji članovi HKD Napredak Lukavac iskoristili su za organiziranje Donatorske večeri i sredstva prikupljena ovom prigodom išla su za stipendiranje studenata i nadarenih učenika.
Kolonija slikara 2015. godine slikala je u ambijentu na lokaciji Rekultivacija Šićki Brod. Kolonija je postala jedna od središnjih manifestacija općine Lukavac. Održana je i revijalna biciklijada, slikarska radionica za djecu.
Naredne Kolonije se održavaju u župnom dvorištu crkve sv. Ante Padovanskoga u Lukavcu.
Od 2016. godine na prijedlog tadašnjeg vlč. Andrije Župarića i gospodina Joze Tunjića službeno ulazi u suradnju Grupa Lucido kao partnerska organizacija, a u ulozi umjetničkog direktora Međunarodne kolonije 'Bistarac' angažira se multimedijalni umjetnik Branislav Lukić Luka sa suradnikom Denisom Dugonjićem. Od ove godine Kolonija je dobila profesionalnu dimenziju s obogaćenim programom gdje se izlazi iz forme standardne likovne kolonije, a sama kolonija prerasla je u festival umjetnosti, kulture i turizma. Time postaje otvorena i za druge posjetitelje koji nisu sudionici kolonije. Trajanje kolonije se produžava na pet dana, a jedan od uvjeta za prijavu sudjelovanja na koloniji postaje da sudionik mora biti akademski umjetnik.[nedostaje izvor]
Zadatak sudionika kolonije je da imaju jednu zadanu temu za slikanje, kao što je npr. tema 3. Međunarodne kolonije 'Bistarac' održane 2017. godine bila crkva sv. Ante Padovanskoga u Lukavcu, koja je 2015. godine proglašena nacionalnim spomenikom BiH. Otvorenje i zatvorenje likovne kolonije kao i većina umjetničkog likovnog stvaranja dešava u župnom dvorištu crkve i u crkvi Sv. Ante Padovanskoga. Ostali dijelovi programa kolonije dešavaju se u drugim kulturnim institucijama u Lukavcu i Tuzli. 
U periodu od 2013. do 2022. godine na Međunarodnoj likovnoj koloniji 'Bistarac' sudjelovalo je oko 200 umjetnika, a kroz program prošlo približno 1000 sudionika kroz razne aktivnosti.[nedostaje izvor]